# Alberto Veronesi
Alberto Veronesi (Milano, 2 aprile 1965) è un direttore d'orchestra italiano.

## Biografia
Figlio di Umberto Veronesi, ha studiato al Conservatorio Giuseppe Verdi di Milano pianoforte con Eli Perrotta, composizione con Renato Dionisi e Adriano Guarnieri, direzione d'orchestra con Gabriele Bellini. Dopo il diploma, nel 1992 ha fondato l'Orchestra Cantelli di Milano, divenendone direttore artistico e musicale. L'orchestra ha suonato musiche di Beethoven, Berg, Brahms e Mendelssohn.
Nel 1996 con l'Orchestra Cantelli ha debuttato al Festival di Pasqua (Osterfestspiele) di Salisburgo, su invito di Claudio Abbado.
Nel 1998 ha fatto il suo debutto operistico alla Brooklyn Academy of Music dello Spring Festival di New York nella direzione del Falstaff di Salieri. L'anno successivo è stato di scena a Milano al Teatro alla Scala
Nominato direttore musicale della Fondazione Festival Puccini di Torre del Lago, ha diretto tutte le opere del compositore.
Nel 2000 ha debuttato a Firenze al Maggio Musicale Fiorentino e l'anno dopo è stato nominato direttore artistico e musicale della Orchestra Sinfonica Siciliana di Palermo, con la quale ha eseguito cicli completi delle sinfonie di Beethoven, Bruckner, Mahler e Shostakovich. In questo anno inoltre ha dato risalto al XX secolo di musica sinfonica italiana e sviluppato un programma dedicato alle opere contemporanee.
Nel 2002 ha debuttato al Tel Aviv Opera Theatre con l'Andrea Chénier di Umberto Giordano. L'anno successivo la sua produzione de La bohème al Festival Puccini si è aggiudicata il Premio Abbiati assegnato dalla critica italiana Music Association.
Nel 2004 ha diretto alla NHK di Tokyo Madama Butterfly di Puccini, opera che dirigerà nuovamente ad Atene l'anno successivo.
Nel 2006 ha diretto Tosca al Festival Puccini. Ha anche iniziato la sua collaborazione con l'etichetta musicale Deutsche Grammophon con Puccini (Edgar, con l'Orchestra e il Coro di Santa Cecilia e Plácido Domingo). Ha ricevuto inoltre il premio europeo "Lorenzo il Magnifico" dall'Accademia Internazionale Medicea di Firenze.
Nel 2007 ha diretto I Medici di Ruggero Leoncavallo al Festival Puccini in occasione del 150º anniversario del compositore.
Nel 2008 ha inciso La Nuit de Mai, una selezione di arie d'opera e brani di Ruggero Leoncavallo, cantata da Plácido Domingo con l'accompagnamento dell'Orchestra del Teatro Comunale di Bologna. Ha guidato i Wiener Philharmoniker in un concerto di arie rare di Puccini cantate da Plácido Domingo e Violeta Urmana. A Bologna ha diretto anche la Filarmonica del Teatro Comunale di Bologna nell'esecuzione della Nona Sinfonia di Beethoven.
Nel 2013 è stato brevemente incaricato come direttore principale della Shanghai Opera House, poi sostituito dal Maestro Xu Zhong, Direttore artistico anche dell'Arena di Verona.
Fra gli altri incarichi ricoperti, è stato Music Director della Opera Orchestra of New York, orchestra che si riorganizza di volta in volta per concerti occasionali .
Nel 2023, benché precedentemente iscritto al PD, si è candidato alle elezioni regionali in Lombardia con Fratelli d'Italia ma con 1120 preferenze raccolte non è risultato eletto. Sempre nel 2023, in seguito al proprio licenziamento dal Festival Puccini, si è detto convinto di essere rimasto vittima di una discriminazione politica, essendo egli anticomunista dichiarato.

## Premi e riconoscimenti
- 2006 Premio Europeo "Lorenzo il Magnifico" dall'Accademia Internazionale Medicea di Firenze.[5]

## Discografia
- 2007, Puccini, Edgar, Veronesi, Damato, Domingo, Cornetti, Pons, Orchestra Santa Cecilia, DG (CD)
- 2009, Mascagni, L'amico Fritz, Veronesi, Alagna, Gheorghiu, Petean, Polverelli. Deutsche Oper Berlin DG (CD)
- 2009, Puccini, Puccini ritrovato, Domingo, Urmana, Edgar, Veronesi. Wiener Philharmoniker DG (CD)
- 2010, Leoncavallo, I Medici, Veronesi, Domingo, Alvares, Dessì. Orchestra del Maggio Musicale Fiorentino, DG, (CD)
- 2010, Leoncavallo, La nuit de mai, Arie da opera, Canzoni, Domingo, Lang, Veronesi. Orchestra del Teatro Comunale di Bologna, DG (CD)
- 2011, Giordano, Fedora, Veronesi, Gheorghiu, Domingo, Machaidze. Orchestre Theatre de la Monnaie, DG (CD)